# Sciurus meridionalis
Lo scoiattolo nero meridionale (Sciurus meridionalis Lucifero, 1907) è una specie appartenente alla famiglia degli Sciuridae, endemica di Calabria e Basilicata.
Facilmente osservabile nei boschi dai 600 ai 1500 metri, riconosciuta recentemente come specie autoctona di Basilicata e Calabria, assume una colorazione scura del manto. È probabile che appartenga ad una popolazione rimasta isolata, nel periodo delle glaciazioni, da quelle dello scoiattolo comune presente più a nord, e si sia pian piano differenziata fino a diventare una specie autonoma.